# Galumnellidae
Galumnellidae (лат.) — семейство клещей из подотряда панцирных (Galumnoidea). Более 40 видов. Главным образом, пантропическая и субтропическая группа, два вида в Палеарктике (Испания и Япония). Микроскопического размера клещи, длина менее 1 мм. Имеют 6 пар генитальных пластинок. Гистеросома округлая. На протеросоме расположены гребневидные ламеллы. Мандибулы в дистальной части заканчиваются маленькой клешнёй.

## Систематика
Выделяют 6—7 родовых таксонов (включая подроды) и около 40 видов. В ходе ревизии 2017 года выявлено 5 родов и 43 вида.
- Род Galumnella Berlese, 1916 — 18 видов
- Род Galumnopsis Grandjean 1931 — 13 видов
  - Подрод Porogalumnella Balogh, 1968
- Род Iberogalumnella Arillo & Subías 1993 — 1 вид
  - Iberogalumnella alandalusica Arillo & Subías, 1993 — Испания
- Род Monogalumnella  Mahunka 1986 — 1 вид
  - Monogalumnella neotricha  Mahunka, 1986 — Танзания
- Род Trichogalumnella  S. Mahunka, 1992  — 1 вид
  - Trichogalumnella hauseri  S. Mahunka, 1992 — Сенегал[6]
- Род Trypogalumnella  Mahunka 1995 — 2 вида
  - Trypogalumnella densoporosa  Mahunka, 1995 — Борнео (Малайзия)
  - Trypogalumnella poronota  Mahunka, 1995 — Борнео